# Naud van der Ven
Arnold Joseph Marie (Naud) van der Ven (Rotterdam, 7 maart 1903 – 11 november 1978) was een Nederlands politicus.
Hij werd geboren als zoon van Franciscus Joannes Antonius Marie van der Ven (1870-1945) en Josephine Philippine Marie Sutorius (1871-1960). A.J.M. van der Ven was ambtenaar ter secretarie bij de gemeente Oisterwijk voor hij in 1934 benoemd werd tot burgemeester van Wijk bij Duurstede. In 1943 werd hij ontslagen en opgevolgd door een NSB'er. Hij moest met zijn gezin onderduiken op de hofstede Vogelpoel.
Na de bevrijding keerde Van der Ven daar terug als burgemeester. Daarnaast werd hij waarnemend burgemeester van Cothen. In 1946 volgde zijn benoeming tot burgemeester van Laren (NH) waar hij in 1968 met pensioen ging. Tien jaar later overleed hij op 75-jarige leeftijd.